# Walgettosuchus woodwardi
Walgettosuchus woodwardi — вид ящеротазового динозавра з групи тетанур, що мешкав у крейдяному періоді, 120–100 млн років тому. Описаний по голотипу BMNH R3717, що був знайдений у 1909 році у відкладеннях опалового пісковику у формуванні Гріман Крік у місцевості Лайтнінг-Рідж на півдні Австралії у штаті Новий Південний Уельс.
Автор опису призначив Walgettosuchus до родини Ornithomimidae. Ральф Молнар, у своєму огляді 1990 року, зазначив, що зразок може належати орнітомімідам або аллозавридам, і вважав, що цей вид є nomen dubium або (що більш ймовірно) є недійсним таксоном.